# Eohaustorius washingtonianus
Eohaustorius washingtonianus is een vlokreeftensoort uit de familie van de Haustoriidae. De wetenschappelijke naam van de soort is voor het eerst geldig gepubliceerd in 1941 door Thorsteinson.